# (12609) Apollodoros
(12609) Apollodoros ist ein Asteroid des Hauptgürtels, der am 24. September 1960 von dem niederländischen Astronomenehepaar Cornelis Johannes van Houten und Ingrid van Houten-Groeneveld entdeckt wurde. Die Entdeckung geschah im Rahmen des Palomar-Leiden-Surveys, bei dem von Tom Gehrels mit dem 120-cm-Oschin-Schmidt-Teleskop des Palomar-Observatoriums aufgenommene Feldplatten an der Universität Leiden durchmustert wurden.
Der Asteroid gehört zur Themis-Familie, einer Gruppe von Asteroiden, die nach (24) Themis benannt wurde.
(12609) Apollodoros wurde nach dem griechischen Stoiker und Schriftsteller Apollodor von Athen benannt, dessen Werk Χρονικά (Chronika) in vier Büchern die Geschichte der damaligen Welt von der Einnahme Trojas bis zum Jahr 119 v. Chr. umfasst.